# Annette Wetekam
Annette Wetekam (* 13. Januar 1964 in Kassel) ist eine deutsche Politikerin (CDU). Sie ist seit 2024 direkt gewählt Abgeordnete des Hessischen Landtags. 

## Leben
Nach dem Abitur an der Geschwister-Scholl-Schule in Melsungen und einer Ausbildung zur Fotografin studierte Wetekam ab 1988 Wirtschaftswissenschaften in Kassel und Göttingen und erlangte 1994 den Abschluss zur Diplom-Ökonomin. Sie war bis 2016 in der Gesundheitsbranche tätig und arbeitete seither für die Stadtwerke Bad Nauheim. Wetekam hat zwei erwachsene Kinder und lebt mit ihrem Partner in Bad Nauheim.

## Politischer Werdegang
Wetekam ist seit 2017 Mitglied der CDU. Innerparteilich ist sie Mitglied im Vorstand der Frauen Union sowie der Mittelstands- und Wirtschaftsunion Wetterau. Sie war von 2019 bis 2021 Vorsitzendes des CDU-Stadtverbands Bad Nauheim und ist seit 2021 Mitglied des Wetterauer Kreistags.
Bei der Landtagswahl in Hessen 2023 kandidierte sie für das Direktmandat im Wahlkreis Wetterau III und konnte diesen mit 35,0 % der gültigen Stimmen gewinnen. Damit gelang ihr der direkte Einzug in den Hessischen Landtag.